# マーガレット・ナイト
マーガレット・エロイーズ・ナイト（英語: Margaret Eloise Knight、Margaret E. Knight、1838年2月14日 - 1914年10月12日）は、アメリカの発明家である。マーガレットは紙袋や窓サッシを始めとして数多くの発明を行い、生涯を通して87件以上の発明を行い、アメリカで登録されているだけでも22件の特許を取得した。マーガレットは女性としてアメリカ初の特許取得者となり、「女性は発明などできない」という偏見を跳ね除けた人物でもある。彼女は生涯結婚することなく、人生の大半をニューハンプシャー州のマンチェスターで過ごし、亡くなった際には地元の新聞記事などで「女性版エジソン」（英語: woman Edison、Lady Edison）などと讃えられた。また、紙袋製造機を作った功績などから「ペーパーバッグの女王」（英語: Queen of Paper Bags）などと称されることもある。

## 略歴

### 幼少期
1838年2月14日にハンナ・ティールとジェームズ・ナイトの子供としてアメリカ合衆国のメイン州ヨーク郡で誕生した。兄弟にチャーリーとジムがいる。マーガレット・ナイトは幼い頃から手先を動かすのが好きで、人形よりもジャックナイフや木片を始めとした木工道具に興味を示していた。両親や友人などからは「マッティ」（英語: Mattie）の愛称で呼ばれていたマーガレットは、幼少期から父の残した工具で、母の足を温める道具や、兄の玩具などを製作していた。例えば、歴史家のヘンリー・ペトロスキーは雑誌『The American Scholar』や論文『The Evolution of the Grocery Bag』の中で、幼少期のマーガレットが兄弟のために玩具を製作し、手作りの凧やソリなどを製作して街中で有名になった事例を挙げている。
1850年、当時12歳のときに父親が急死したことを機にマーガレットは学校を辞め、一家はニューハンプシャー州に引っ越し、マーガレットも母の生活費を稼ぐために劣悪な環境と安全基準の欠如が目立つ綿花工場での長時間労働を兄弟とともに始めた。
同じく織物工場で働く兄の元を訪ねた際に、マーガレットは機織り機の飛び杼が壊れてその先端にある鉄製の部分が作業員に突き刺さり、作業員が重症を負うという事件に遭遇した。事件発生当時は12歳であったマーガレットは飛び杼が落ちないようにするために、機械に何かが挟まったときに自動的に機械を停止させる安全装置を作ったとされている。これは彼女の初めての発明だったとされているが、「彼女がまだ幼かったから」「当時、女性や少女が特許を取得することは困難だったから」「マーガレットは特許制度自体を知らなかったから」などとその理由は諸説はあるものの、マーガレットはその特許を取得することができなかった。この飛び杼が落ちないようにする機械は全米の綿花工場で使われるようになり、結果的に工場での死者を減らして、繊維工場における技術革新の先駆けとなったとされている。
経済的余裕が持てずに中等教育を終えることができなかったマーガレットは未亡人の母親を助けるために工場で働いていたものの、健康上の理由から仕事を辞職せざるを得なくなったため、10代後半から20代前半にかけては椅子張り・写真撮影・家の修理・彫刻などの短期的な仕事を数多くこなしていた。

### 初の特許取得
南北戦争後の1867年にマサチューセッツ州のスプリングフィールドに移住したマーガレットはColumbia Paper Bag Companyに就職し、紙袋の折り方に問題点を見出した。底がない紙袋は役立たずだと考えたマーガレットは、紙を裁断して貼り付け、角底付きの紙袋を製作する機械を作ることを考えた。この機械は当時30人掛かりで行っていた作業を1台の機械に取って変えることができるという革新的な発明であった。マーガレットは昼間に工場で機械を研究しつつ、夜は住んでいた下宿で図面や模型などを製作していた。
1868年7月に木製の模型を完成させたナイトは、特許申請には木製の模型ではなく、実際に動かすことができる鉄製の模型が必要であったため、マーガレットは鉄製の模型を作ることを依頼した。しかし、試作品を作るために雇われた女性をスパイにした機械工場で働くチャールズ・アナンという男性に紙袋の製作機のデザインは盗用され、その特許も勝手にアナンによって取得されてしまった。これに対してマーガレットは訴訟を起こした。アナン側は「（マーガレットが）複雑な機械を作れるはずがない」と主張したのに対して、マーガレット側は裁判で模型が現在のデザインに至るまでの変遷を記録したメモやスケッチなどを見せたり、紙袋工場の工場長の「会話の中でマーガレットが紙袋織り機の構想を練り上げたことに対しては疑いの余地がない」という証言、特許の原型となる模型を作り上げた機械工の「マーガレットの木製の模型を元に製作した」という証言、後に40年以上マーガレットとともに暮らすこととなる女性エリザ・マクファーランド（Eliza McFarland）の「マーガレットがいつも同じ機械の図面を描き、デザインに改良を加えていた」という証言などを得て、試作品がマーガレットによって考案されたものだと16日間の裁判で証明し、米国特許庁に特許申請を提出した2年後の1871年に特許116842号として特許を取得した。これは彼女にとって初めての特許であると同時に、アメリカで初めて女性が特許を取得した事例となった。
紙袋織り機の初期の鉄製モデルは現在、国立アメリカ歴史博物館で展示されている。また、彼女が製造した紙袋製造機は現在の紙製食料品袋の製造の元となっている。マーガレットは、紙袋製造機を造った功績などから、裁判に勝訴したのと同年である1871年にイギリスのヴィクトリア女王から勲章「the Royal Legion of Honour」を授与されている。

### その後のマーガレット
紙袋製造機の特許取得後、マーガレットは会社「Eastern Paper Bag Co.」を協力者とともに設立し、1871年と1879年に紙袋製造機に改良を加えるための2つの特許を取得した。マーガレットは、このときに2500ドルの前金と引き換えに会社に特許を売却している。また、工場の労働者たちに紙袋製造機の使い方を説明しようと試みたこともあるが、工場の労働者たちからは「女性はどうせ機械の使い方など分からない」という理由で機械の取り付け方の伝授を断られるなどの女性差別問題にも直面している。
1890年には靴作りに注目して、靴の裁断工程を改善するために靴底裁断機などを発明して、4年間で6つの靴作り関連の特許を取得している。その他にも彼女は20件以上の多岐に渡る特許を取得した。特にマーガレットが発明した自動車用のスリーブバルブは彼女の発明の中でも有名な部類に入れられる。その他にも「Knight Silent Motor」として知られているガソリンエンジンも開発している。
1913年10月19日付の雑誌『ニューヨーク・タイムズ』は、「70歳になったナイトは、89番目の発明品のために毎日20時間働いている」と報じている。
1914年10月12日に、マーガレットはマサチューセッツ州フレイミングハムで享年76歳で亡くなった。彼女は発明品の権利の大半を務めていた企業に売ってしまっていたため、彼女の遺産はわずか275,05ドルだと評価された（現在では約7000ドル弱にあたるとされている）。
彼女が残した言葉「I'm only sorry I couldn't have had as good a chance as a boy, and have been put to my trade regularly.」（私は男子のような良い機会に恵まれずに、定期的に仕事をさせてもらえなかったことを残念に思っています。）は名言として語り継がれている。

### マーガレットの死後
2006年には、全米発明家殿堂（NIHF）が食料品や弁当などを持ち運ぶのに使われる平らな底のある紙袋を大量生産する機械を発明したマーガレットの功績を認定した。彼女を表彰する盾は、現在、Curry Cottageにて飾られている。
2017年には、彼女の生涯を描いたエミリー・アーノルド・マッカリー作、宮坂宏美訳の書籍『発明家になった女の子 マッティ』が日本で出版されている。
2018年に雑誌『スミソニアン』の記事はマーガレットを「大衆向け紙袋の発明者」と称した。

## 著名な発明品一覧
- 1871年 - 紙袋織り機[19][21]
- 1883年 - ドレスやスカートのシールド[19][3]
- 1884年 - ローブ用の留め具[19][3][11]、紡績機・ミシンのリール[19]
- 1885年 - 串刺しにして肉を調理するための「串」[19][3]
- 1890年 - 靴の足底切断機[19][3]
- 1894年 - ナンバリングマシーン[19]、サッシ付き窓枠[19]
- 1902年 - 自動車の複合ロータリーエンジン[19][3][7]

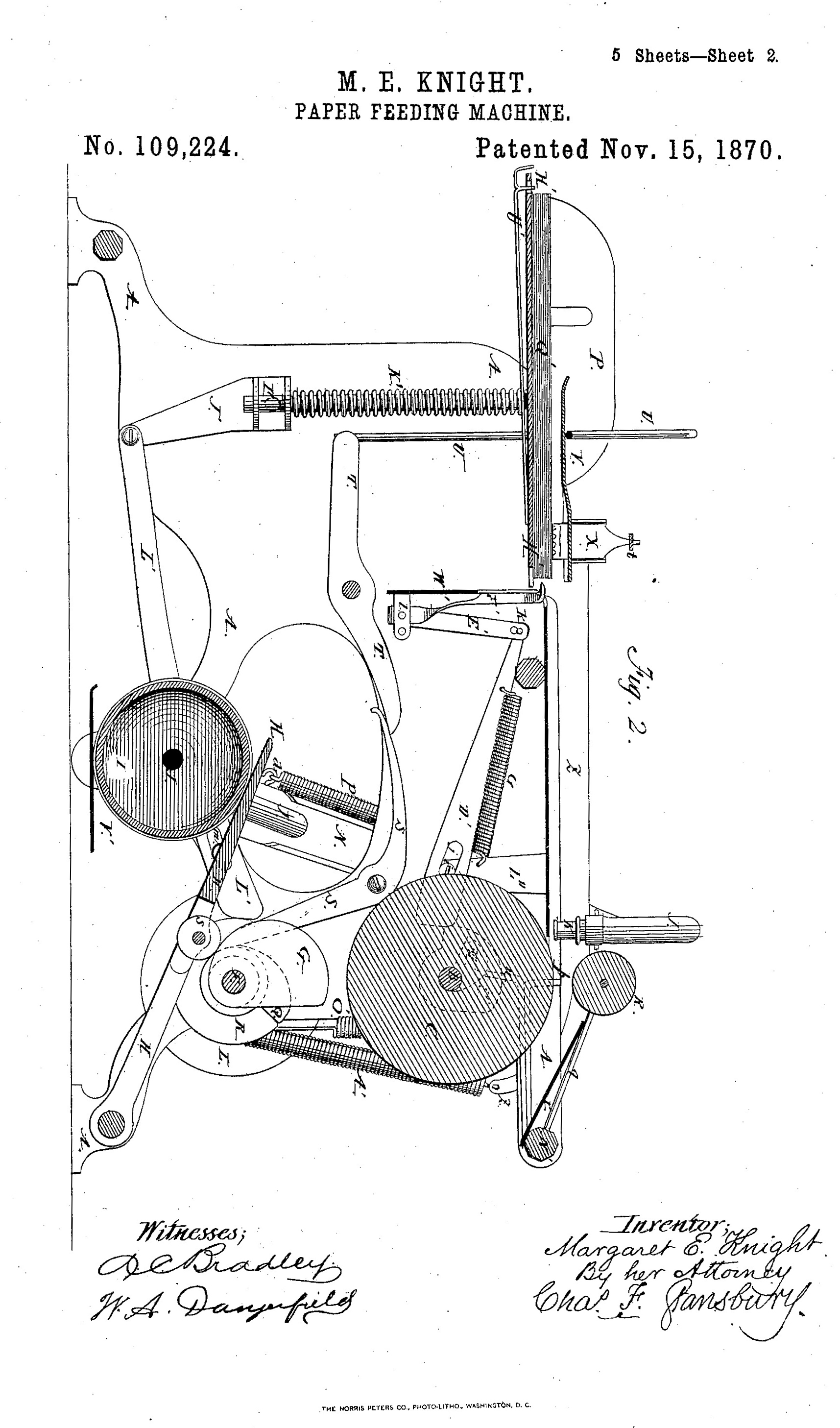
紙袋織り機における技術向上（1870年）
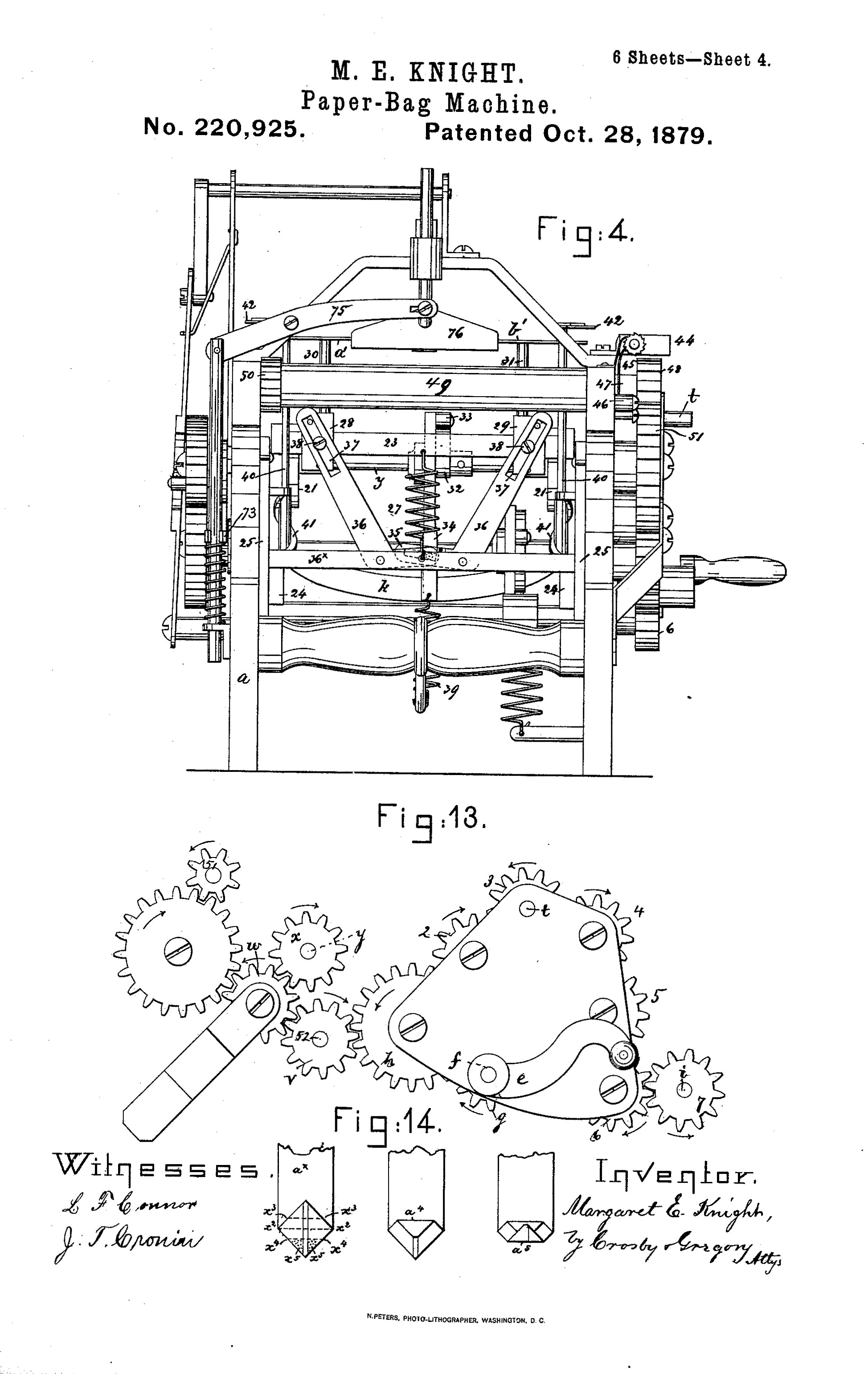
紙袋製造機における改良（1879年）
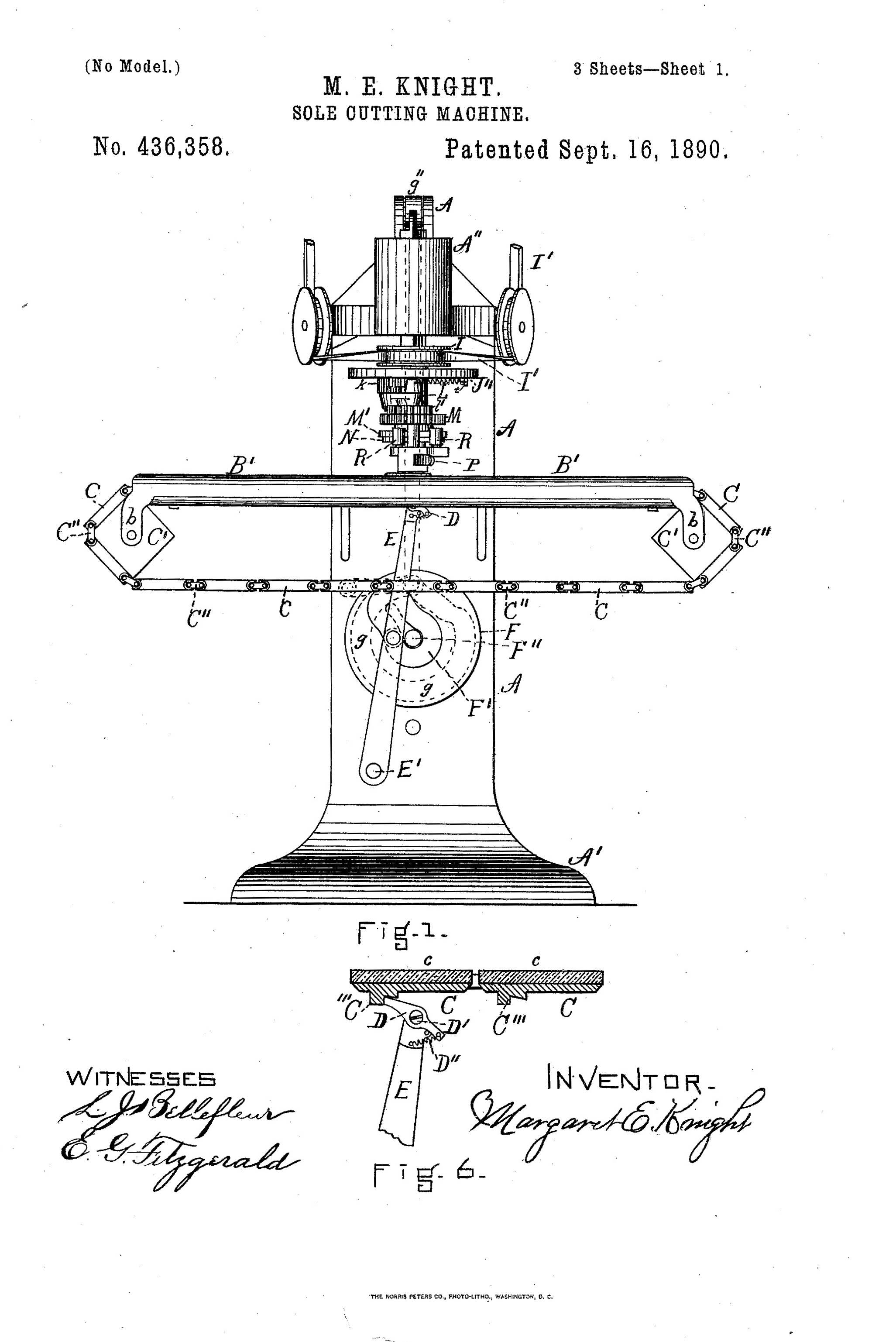
靴底裁断機（1890年）
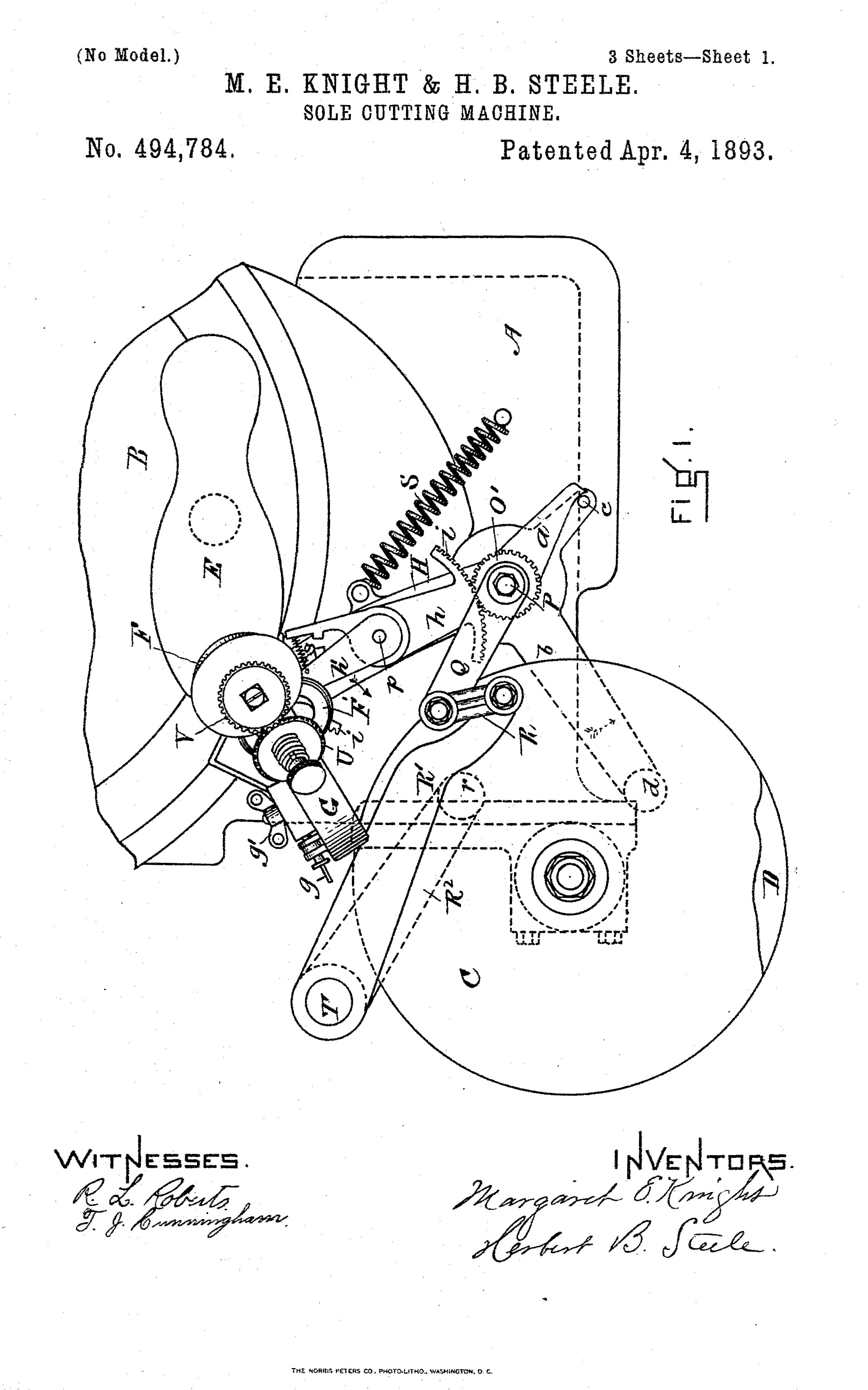
靴底裁断機（1893年）
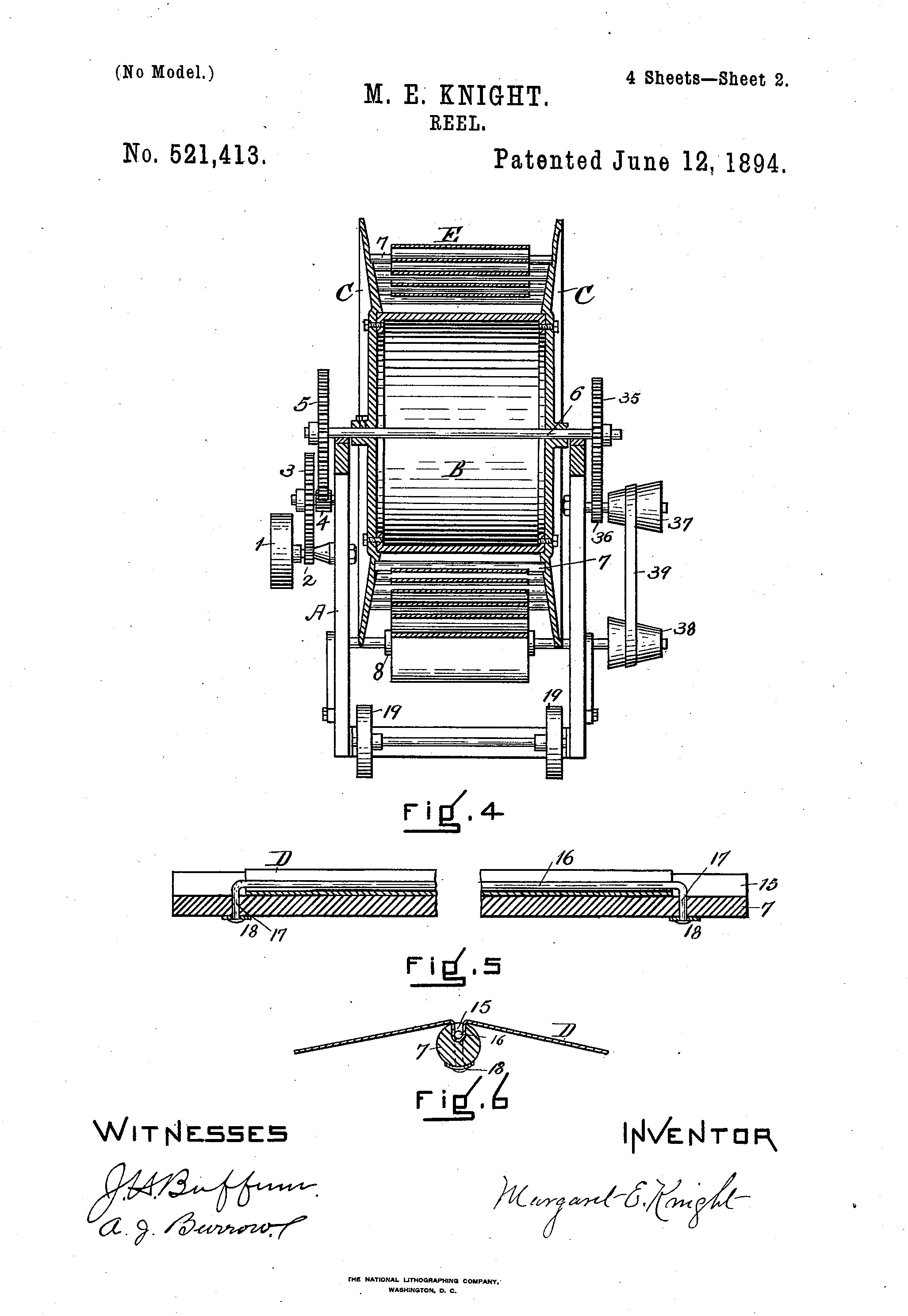
リール（1894年）
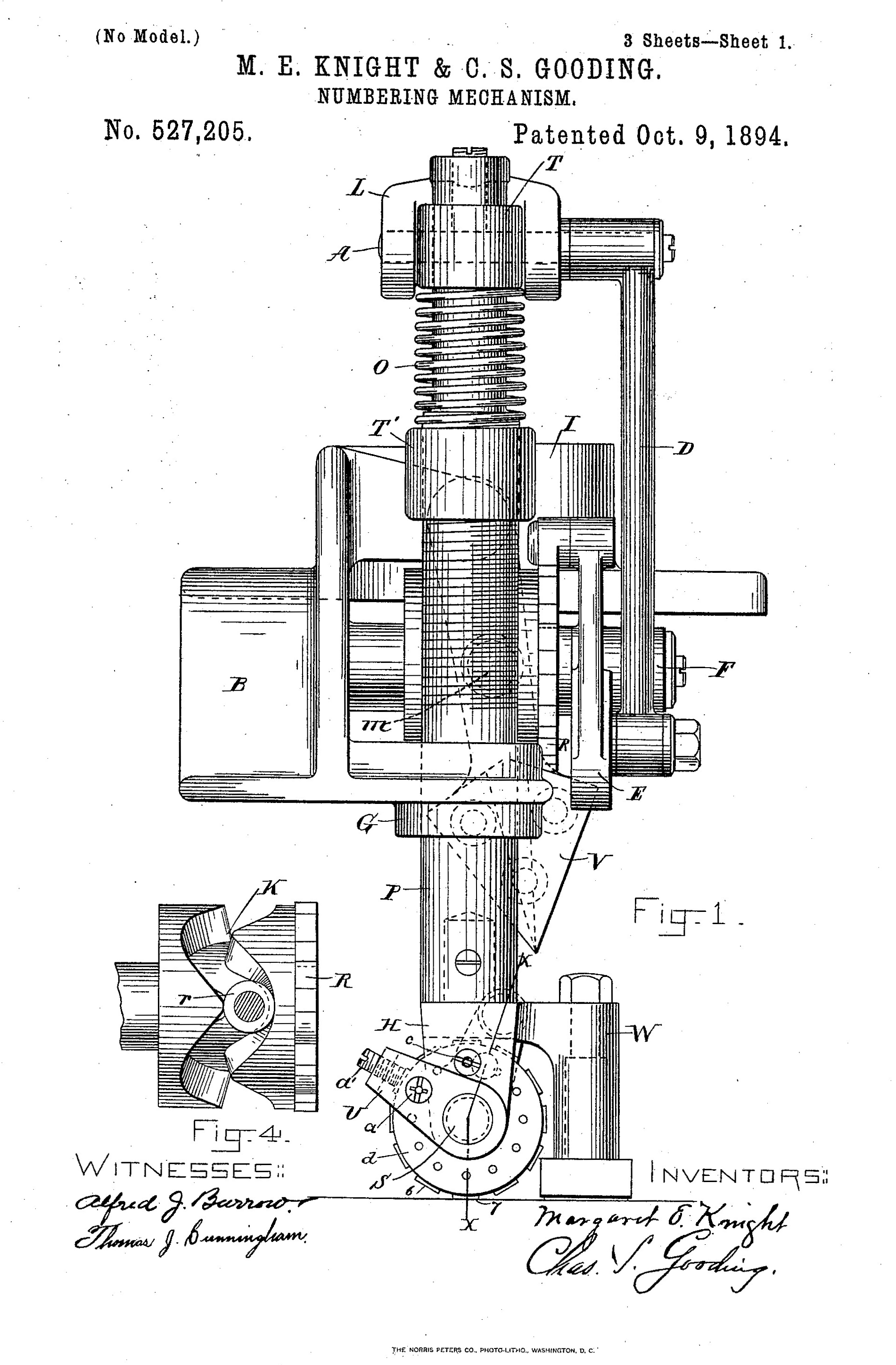
ナンバリングマシーン（1894年）
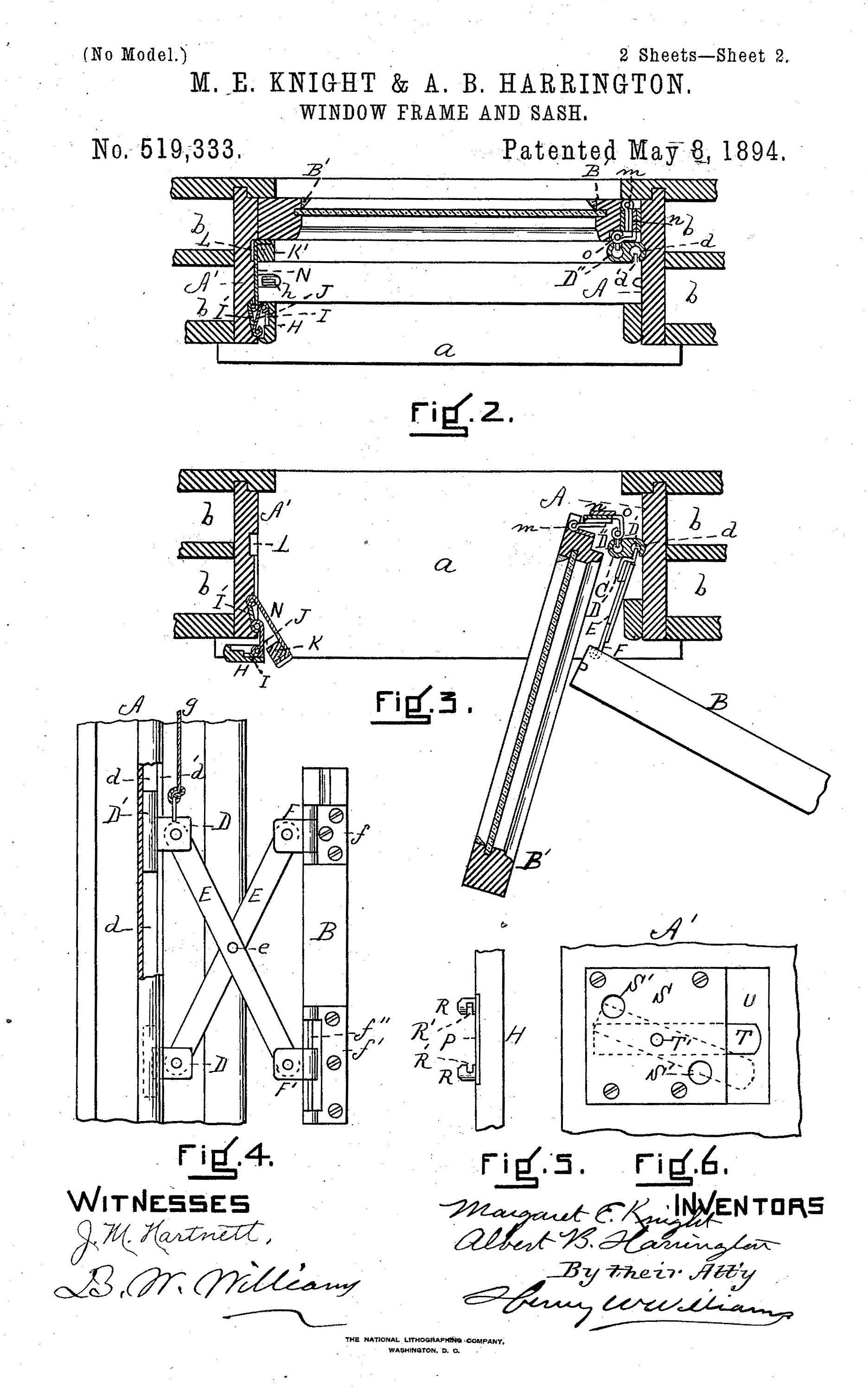
サッシ付き窓枠（1894年）
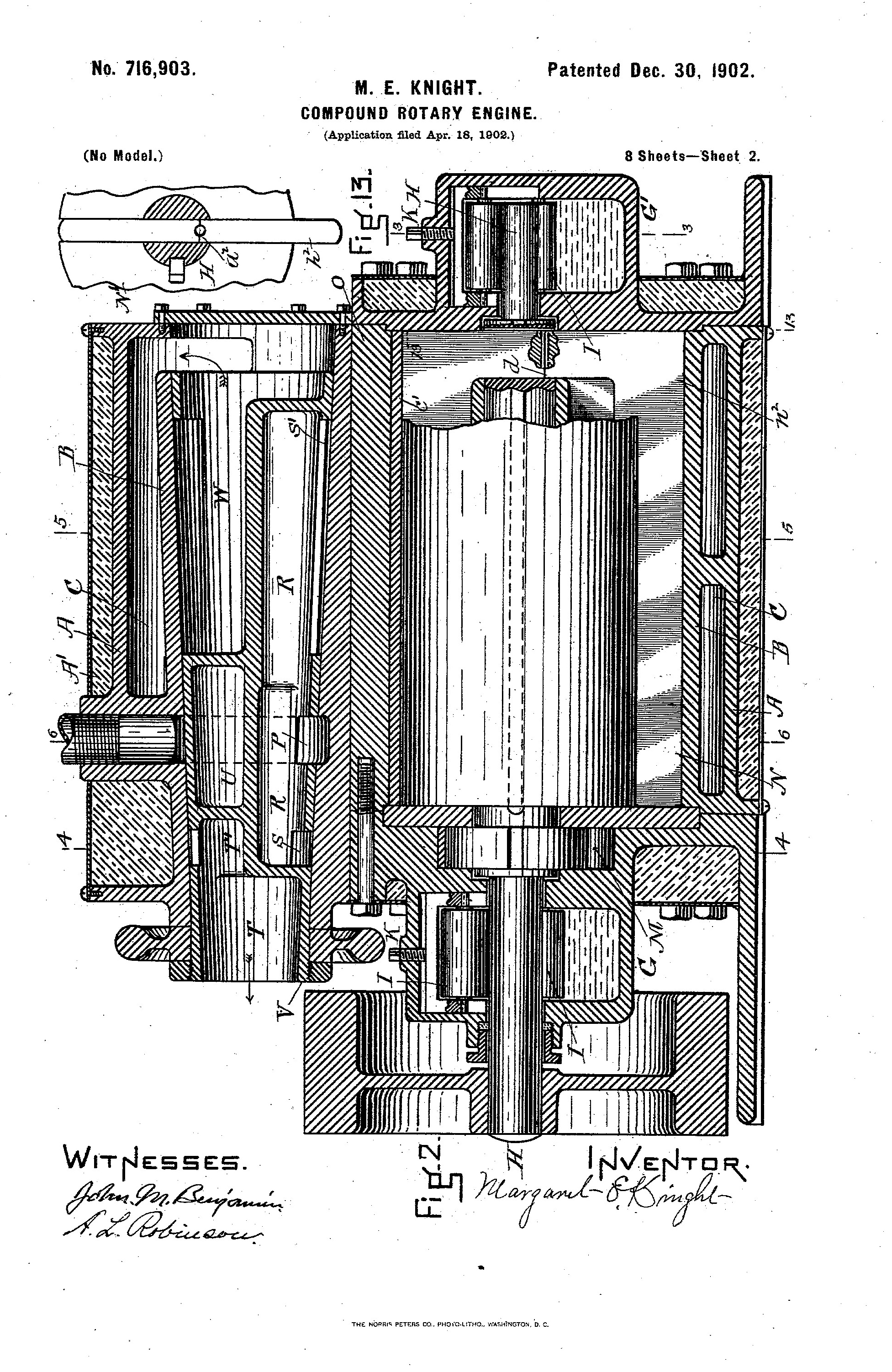
混合ロータリーエンジン（1902年）
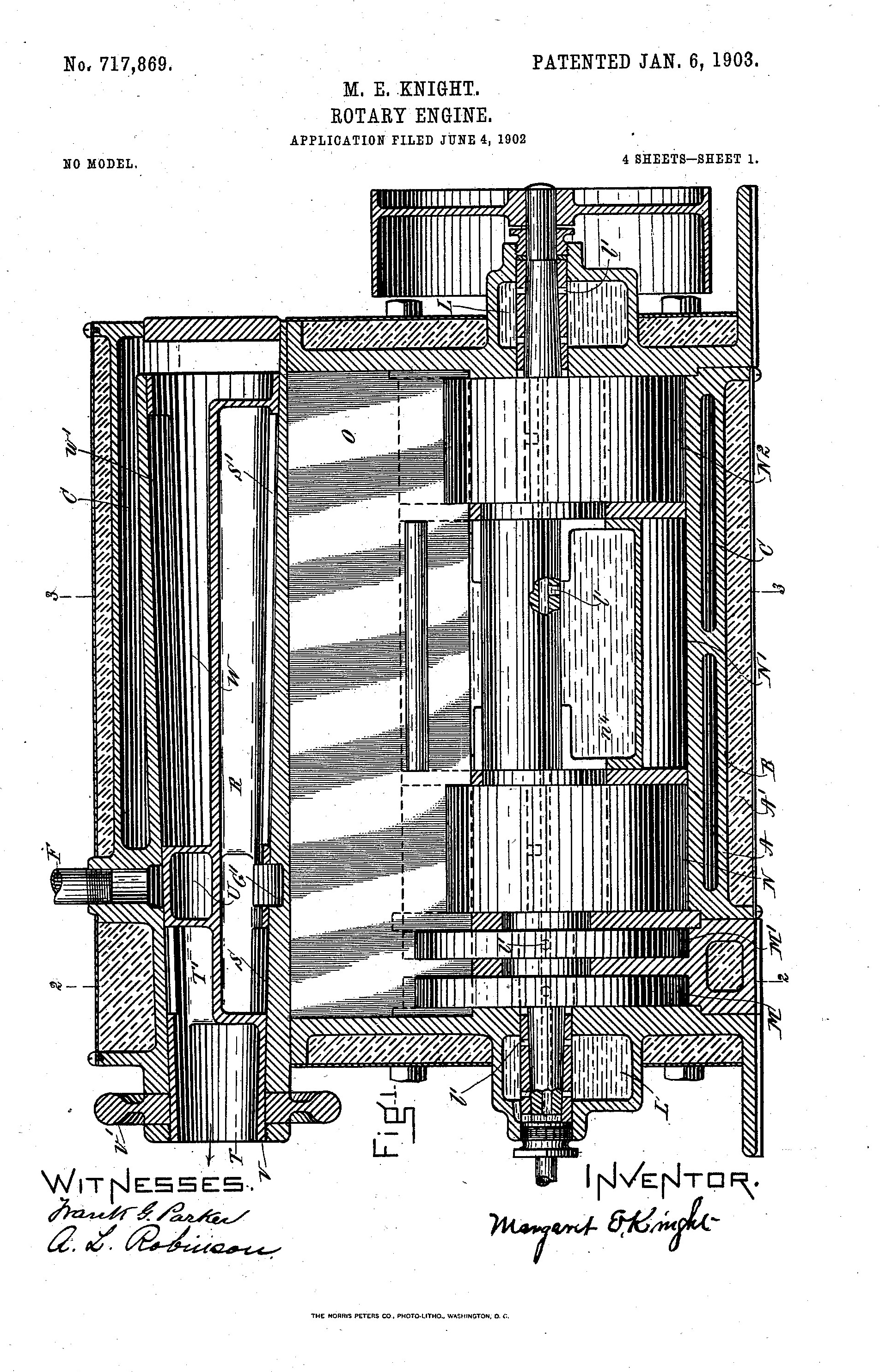
ロータリーエンジン（1902年）
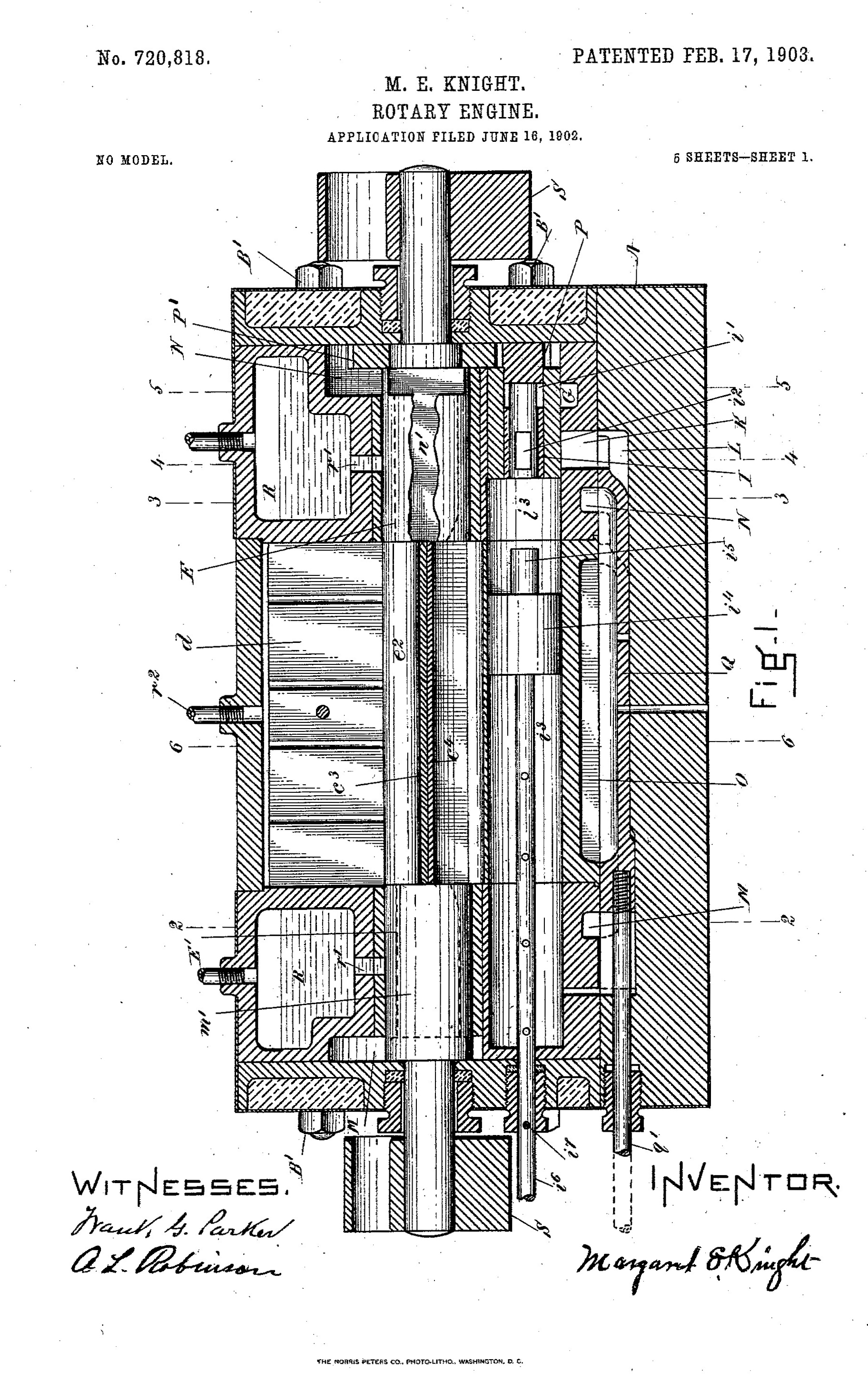
ロータリーエンジン（1902年）
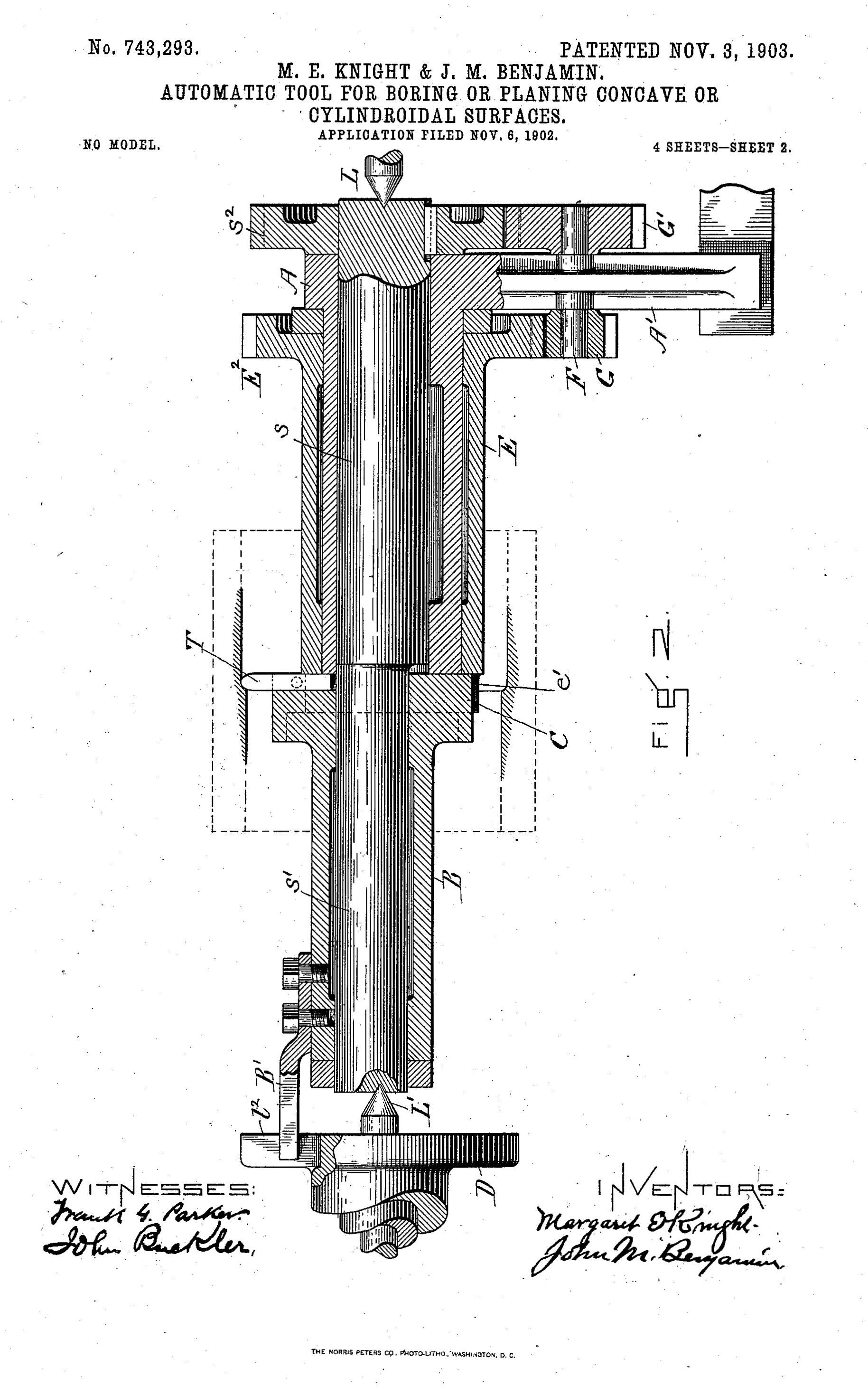
凹面状や円筒状の表面を自動的に穿孔・平削りするための道具（1903年）
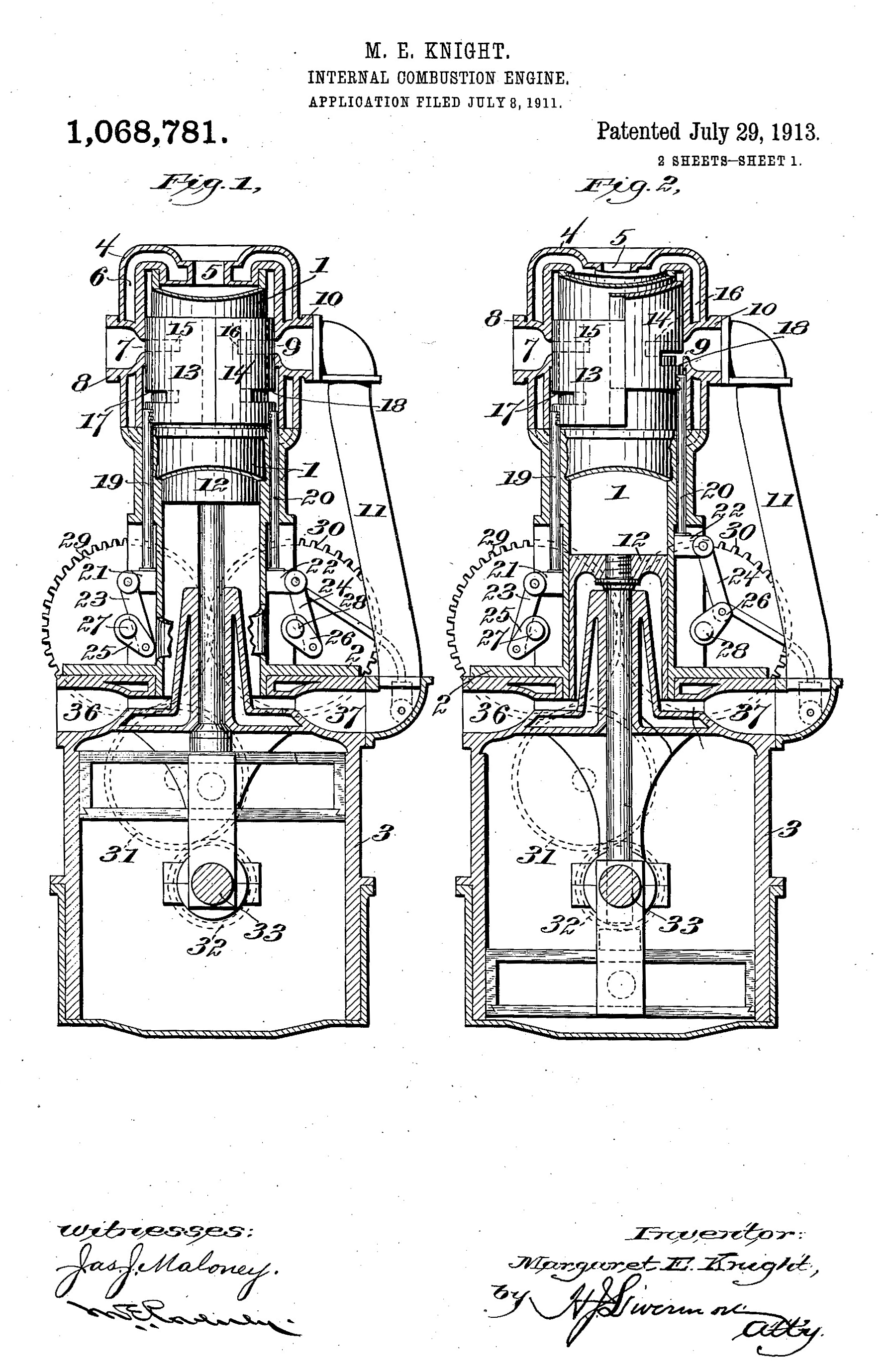
内燃機関（1913年）